# George Bowen
George Ferguson Bowen (ur. 2 listopada 1821 w hrabstwie Donegal, zm. 21 lutego 1899 w Brighton) – brytyjski prawnik, pisarz i administrator kolonialny. W latach 1859–1887 zajmował szereg stanowisk gubernatorskich w brytyjskich koloniach.

## Życiorys

### Pochodzenie i młodość
Był synem anglikańskiego duchownego z północnej części Irlandii. Ukończył studia w zakresie filologii klasycznej w Trinity College w Oksfordzie. W 1844 uzyskał prawo wykonywania zawodu adwokata. W 1847 wyjechał na należące wówczas do Wielkiej Brytanii Wyspy Jońskie, gdzie przez cztery lata kierował miejscowym uniwersytetem, z siedzibą na Korfu.

### Administrator kolonialny

#### Wyspy Jońskie, Queensland i Nowa Zelandia
W 1854 dołączył do brytyjskiej administracji Wysp Jońskich, obejmując stanowisko jej głównego sekretarza. W 1859 powierzono mu funkcję pierwszego gubernatora nowo utworzonej kolonii Queensland w Australii. W czasie swojej siedmioletniej kadencji dał się poznać jako zwolennik dalszej eksploracji tej stosunkowo słabo jeszcze poznanej części kontynentu. W 1867 został przeniesiony na urząd gubernatora Nowej Zelandii. Zaangażował się w proces pojednania między białymi osadnikami a Maorysami, co doprowadziło do zakończenia w 1872 wojen maoryskich. W 1869 zatwierdził wzór flagi Nowej Zelandii, obowiązujący do dziś.

#### Wiktoria
W 1873 powrócił do Australii jako gubernator Wiktorii. W latach 1877–1878 mimowolnie brał udział w kryzysie politycznym w kolonii, wynikającym z głębokiego impasu między obiema izbami parlamentu. Premier Graham Berry pragnął zreformować zasady wyboru i wynagradzania członków Rady Ustawodawczej, na co stanowczo nie chciała zgodzić się sama Rada. Premier Berry zdecydował się na wystąpienie do gubernatora o to, aby jednego dnia zwolnił wszystkich urzędników państwowych w kolonii, łącznie z policją i sędziami. Miało to doprowadzić do paraliżu kolonii i zmusić Radę do ustępstw. Bowen niechętnie przychylił się do tej prośby, a dzień masowych zwolnień (8 stycznia 1878) został nazwany „czarną środą”. Metoda okazała się skuteczna, doszło do porozumienia obu izb i ponownego przyjęcia zwolnionych do pracy, jednak Bowen uważał konieczność uciekania się do tak radykalnych środków za swoją osobistą porażkę.

#### Mauritius, Hongkong i Malta
W 1879 przeniósł się na Mauritius, gdzie przez półtora roku zajmował stanowisko gubernatora. Po dwóch i pół roku w Anglii wyjechał na swoją ostatnią placówkę kolonialną, którą było stanowisko gubernatora Hongkongu. Pełniąc ten urząd, skupił się głównie na rozwoju nauki oraz opieki zdrowotnej, za jego kadencji powstały m.in. profesjonalne służby meteorologiczne w kolonii. W 1887 podał się do dymisji, motywując to pogarszającym się stanem zdrowia. Przebywał jeszcze przez pewien czas na Malcie, gdzie był członkiem komisji konstytucyjnej tej kolonii, po czym na stałe powrócił do Anglii. Został mianowany członkiem Tajnej Rady, lecz miało to wymiar głównie honorowy

### Życie prywatne
W 1856 poślubił Diamantinę di Roma, arystokratkę pochodzącą ze znamienitej weneckiej rodziny osiadłej na Wyspach Jońskich. W czasie wszystkich jego kadencji gubernatorskich Diamantina pełniła rolę pierwszej damy, zaś w czasie pobytu w Queensland uznawano ją za bardziej popularną i lubianą w społeczeństwie niż sam gubernator. Miał z nią sześcioro dzieci. W 1893 Bowen został wdowcem. Trzy lata później poślubił Florence White, również będącą wdową.

#### Śmierć
W lutym 1899 w czasie pobytu w Brighton Bowen zapadł na zapalenie oskrzeli i zmarł już po dwóch dniach choroby. Miał 77 lat. Spoczywa na cmentarzu Kensal Green w Londynie.

## Działalność literacka
Bowen wydał trzy samodzielnie książki. Dwie pierwsze poświęcone były Grecji, będącej jego pasją i przedmiotem studiów w Oksfordzie. Były to Ithaca in 1850 (1851) oraz Mount Athos, Thessaly and Epirus (1852). W 1854 był też współautorem przewodnika turystycznego po tym kraju, zatytułowanego Handbook for Travellers in Greece. W 1889 wydał natomiast książkę wspomnieniową na temat swojej służby w koloniach pt. Thirty Years of Colonial Government.

## Odznaczenia i upamiętnienie
Bowen trzykrotnie otrzymał Order św. Michała i św. Jerzego. W 1855 został Kawalerem tego orderu, a już rok później podniesiono go do rangi jego Rycerza Komandora, co pozwoliło mu dopisywać tytuł Sir przed nazwiskiem. W 1860 został awansowany do najwyższej klasy orderu, czyli Rycerza Wielkiego Krzyża.
Na jego cześć nazwano jeden z rodzajów sagowców – Bowenia.